# باکتروئیدس فراژیلیس
باکتروئیدس فراژیلیس (به لاتین: Bacteroides fragilis) یک باکتری بیهوازی اجباری، گرم منفی و استوانه‌ای شکل است. این باکتری هرچند جزو فلور نرمال روده انسان است و اغلب رابطه همزیستی دارند ولی در صورت ورود به خون یا محل زخم می‌تواند بیماری‌زا باشد.درمان خط اول دارو مترونیدازول و کلیندامایسین است و در خط بعد سفالوسپورین های نسل دوم سفوکسیتین و سفوتان استفاده میشود. 
این باکتری‌ها بخشی از فلور نرمال روده هستند.